# Turanodinia stackelbergi
Turanodinia stackelbergi är en tvåvingeart som beskrevs av Nina Krivosheina 1996. Turanodinia stackelbergi ingår i släktet Turanodinia och familjen tickflugor. Inga underarter finns listade i Catalogue of Life.